# Lars Stubhaug
 (Haugesund, 18 aprile 1990) è un ex calciatore norvegese, di ruolo portiere.

## Carriera

### Club

#### Strømsgodset
Stubhaug giocò nella squadra giovanile dell'Everton. In seguito passò allo Strømsgodset, squadra per cui esordì nell'Eliteserien in data 8 agosto 2010: difese infatti i pali della porta della sua squadra in occasione del successo per 1-2 sul campo dello Stabæk.

#### Hønefoss
A novembre 2011, fu annunciato il suo passaggio allo Hønefoss, a partire dal 1º gennaio successivo. L'8 gennaio 2013, Stubhaug cominciò ad allenarsi con il Rosenborg, a causa delle assenze dei portieri Daniel Örlund e Jacob Storevik. Le due società raggiunsero un accordo per aggiornarsi a marzo, per discutere di un eventuale trasferimento.

#### Ritorno allo Strømsgodset e Rosenborg
Il 5 aprile 2013 fece ritorno allo Strømsgodset, con la formula del prestito. A fine stagione, si ritrovò svincolato. Il 27 marzo firmò ufficialmente un contratto annuale con il Rosenborg, a causa dell'infortunio del portiere titolare Daniel Örlund, che lo avrebbe costretto ad uno stop di tre o quattro settimane.

### Nazionale
Il 23 agosto 2010 fu convocato nella Norvegia under 21 per la prima volta, per l'amichevole contro Cipro under 21. Stubhaug giocò da titolare il match, ma gli scandinavi furono sconfitti per tre a uno.

## Statistiche

### Presenze e reti nei club
Statistiche aggiornate al 16 novembre 2014.
| Stagione            | Club                | Campionato          | Campionato | Campionato | Coppe nazionali | Coppe nazionali | Coppe nazionali | Coppe continentali | Coppe continentali | Coppe continentali | Supercoppe | Supercoppe | Supercoppe | Totale | Totale |
| Stagione            | Club                | Comp                | Pres       | Reti       | Comp            | Pres            | Reti            | Comp               | Pres               | Reti               | Comp       | Pres       | Reti       | Pres   | Reti   |
| ------------------- | ------------------- | ------------------- | ---------- | ---------- | --------------- | --------------- | --------------- | ------------------ | ------------------ | ------------------ | ---------- | ---------- | ---------- | ------ | ------ |
| 2010                | Strømsgodset        | ES                  | 2          | -2         | CN              | 0               | 0               | -                  | -                  | -                  | -          | -          | -          | 2      | -2     |
| 2011                | Strømsgodset        | ES                  | 1          | 0          | CN              | 1               | 0               | UEL                | 0                  | 0                  | -          | -          | -          | 2      | 0      |
| 2012                | Hønefoss            | ES                  | 0          | 0          | CN              | 3               | -?              | -                  | -                  | -                  | -          | -          | -          | 3      | -?     |
| gen.-apr. 2013      | Hønefoss            | ES                  | 0          | 0          | CN              | 0               | 0               | -                  | -                  | -                  | -          | -          | -          | 0      | 0      |
| Totale Hønefoss     | Totale Hønefoss     | Totale Hønefoss     | 0          | 0          |                 | 3               | -?              |                    | -                  | -                  |            | -          | -          | 3      | -?     |
| apr.-dic. 2013      | Strømsgodset        | ES                  | 0          | 0          | CN              | 1               | -?              | UEL                | 1                  | -?                 | -          | -          | -          | 2      | -?     |
| Totale Strømsgodset | Totale Strømsgodset | Totale Strømsgodset | 3          | -2         |                 | 2               | -?              |                    | 1                  | -?                 |            | -          | -          | 6      | -?     |
| 2014                | Rosenborg           | ES                  | 0          | 0          | CN              | 1               | 0               | UEL                | 0                  | 0                  | -          | -          | -          | 1      | 0      |
| Totale              | Totale              | Totale              | 3          | -2         |                 | 6               | -?              |                    | 1                  | -?                 |            | -          | -          | 8      | -?     |

## Palmarès

### Club

#### Competizioni nazionali
- Coppa di Norvegia: 1

Strømsgodset: 2010
- Campionato norvegese: 1

Strømsgodset: 2013